# Canadian Light Source

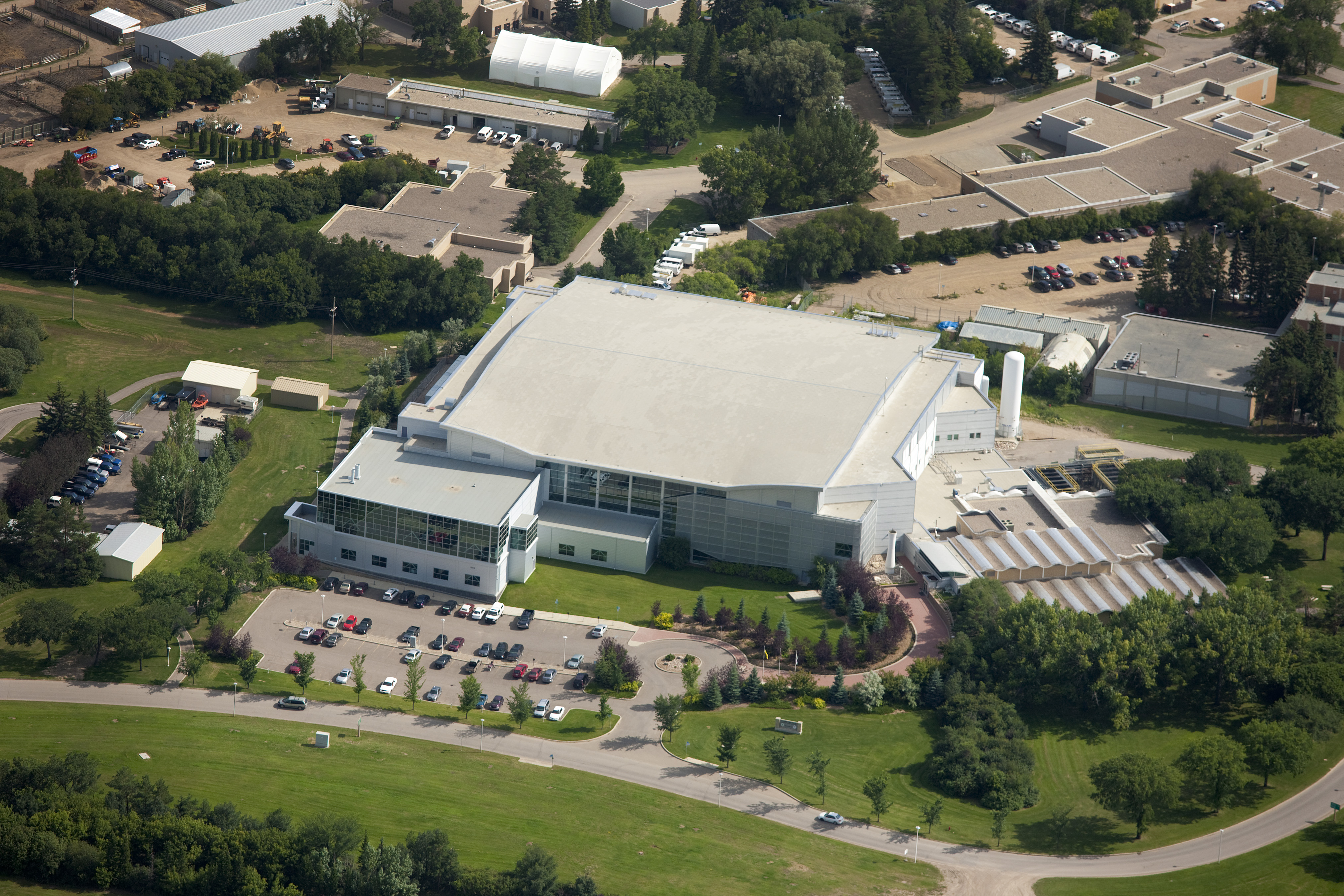
CLS från ovan

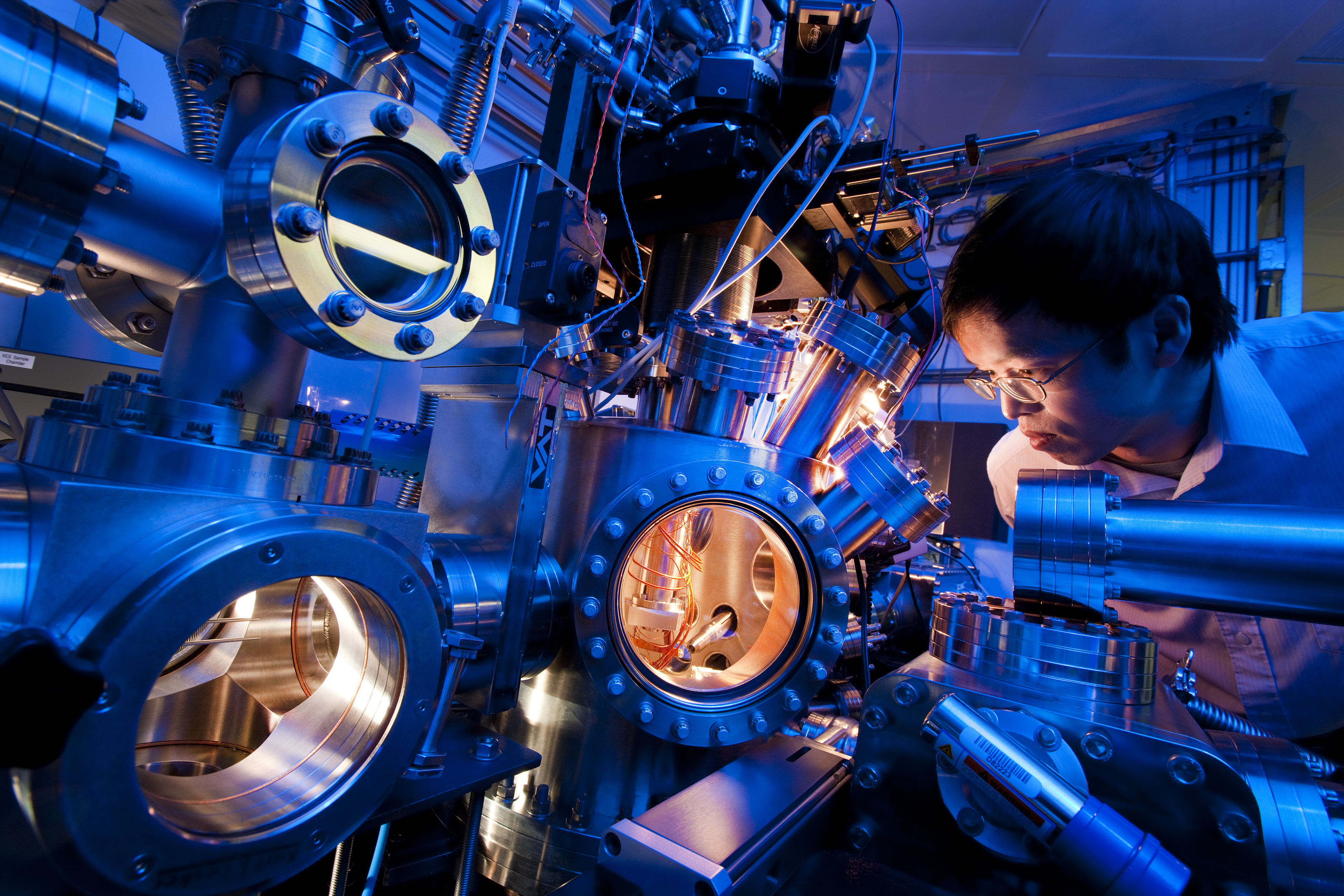
Strålgången REIXS

Canadian Light Source (CLS) är en synkrotronljusanläggning i Saskatoon i Kanada. Den invigdes 2004, och är administrativt knuten till University of Saskatchewan. 
Anläggningens lagringsring har en omkrets på 170,88 m, en elektronenergi på 2,9 GeV och en maximal ström på 220 mA. Från ringen utgår 14 strålrör, där ljuset används av forskare inom en mängd olika discipliner.  